# Dadra en Nagar Haveli en Daman en Diu
Dadra en Nagar Haveli en Daman en Diu is een unieterritorium van India. Het bestaat uit vier van elkaar gescheiden gebieden, gelegen in het westen van het land:
- Dadra, een enclave die volledig omsloten wordt door de deelstaat Gujarat;
- Nagar Haveli, ingeklemd tussen de deelstaten Gujarat en Maharashtra;
- Daman, gelegen aan de Indiase westkust, omgeven door Gujarat;
- Diu, een eiland aan de zuidwestkust van Gujarat.

Het unieterritorium ontstond in 2020 door een samenvoeging van de voormalige unieterritoria  Daman en Diu en Dadra en Nagar Haveli.

## Geschiedenis
Dadra, Nagar Haveli, Daman en Diu zijn voormalige kolonies van Portugal en maakten samen met Goa deel uit van Portugees-India. Daman en Diu, gelegen aan de Arabische Zee, waren al vanaf de zestiende eeuw in Portugese handen, Dadra en Nagar Haveli vanaf de late achttiende eeuw.
In 1954 werden Dadra en Nagar Haveli door India veroverd en geannexeerd. Deze twee gebieden werden vanaf 1961 samen bestuurd als unieterritorium. In 1961 volgde eveneens de Indiase annexatie van de gebieden Daman en Diu, iets wat echter pas na de Anjerrevolutie in 1975 door de Portugezen werd erkend. Samen met Goa vormden Daman en Diu vervolgens tot 1987 het unieterritorium Goa, Daman en Diu. Goa werd in dat jaar gepromoveerd tot deelstaat, terwijl Daman en Diu als unieterritorium verenigd bleven. Zowel Dadra en Nagar Haveli als Daman en Diu stonden sindsdien onder het bestuur van één en dezelfde administrator.
Als besparingsmaatregel werden de beide unieterritoria in januari 2020 officieel samengevoegd. De stad Daman werd aangewezen als hoofdstad.

## Bestuurlijke indeling
Het unieterritorium is bestuurlijk onderverdeeld in de volgende drie districten:
| № | District              | Oppervlakte (km²) | Inwonertal (2011) | Hoofdplaats |
| - | --------------------- | ----------------- | ----------------- | ----------- |
| 1 | Daman                 | 72                | 190.855           | Daman       |
| 2 | Diu                   | 40                | 52.056            | Diu         |
| 3 | Dadra en Nagar Haveli | 491               | 342.853           | Silvassa    |
|   | Totaal                | 603               | 585.764           |             |